# Així neix una fantasia
Així neix una fantasia (títol original: The Goldwyn Follies) és una pel·lícula en Technicolor de 1938 dirigida per George Marshall. Va ser escrita per Ben Hecht, Sid Kuller, Sam Perrin i Arthur Phillips, amb música de George Gershwin, Vernon Duke i Ray Golden, i amb lletra d'Ira Gershwin i Sid Kuller. Així neix una fantasia va ser la primera pel·lícula en Technicolor produïda per Samuel Goldwyn. Està doblada al català.
La pel·lícula, que compta amb Adolphe Menjou, Vera Zorina i Edgar Bergen entre d'altres, té un estil molt semblant a altres musicals de la seva època. La pel·lícula és una sàtira eficaç sobre Hollywood i té alguns números excel·lents coreografiats per George Balanchine.
Aquesta va ser l'última banda sonora escrita per George Gershwin abans de la seva mort l'11 de juliol de 1937. The Goldwyn Follies es va estrenar el 20 de febrer de 1938. La pel·lícula va ser nominada a l'Oscar a la millor banda sonora orquestrada per Edward B. Powell sota la direcció musical d'Alfred Newman, així com a la millor decoració d'interiors.

## Argument
Un productor de pel·lícules tria una noia senzilla per ser "Miss Humanitat" i poder avaluar críticament les seves pel·lícules des del punt de vista de la persona normal. 

## Repartiment
- Adolphe Menjou com Oliver Merlin
- Els germans Ritz com ells mateixos
- Vera Zorina com Olga Samara
- Kenny Baker com Danny Beecher
- Andrea Leeds com Hazel Dawes
- Edgar Bergen com ell mateix
- Helen Jepson com Leona Jerome
- Phil Baker com Michael Day
- Bobby Clark com A. Basil Crane Jr.
- Ella Logan com Glory Wood
- Jerome Cowan com director Lawrence
- Charles Kullmann com Alfredo a 'La Traviata'
- Nydia Westman com Ada
- Alan Ladd com cantant a la primera audició (sense acreditar)

## Recepció
La pel·lícula va ser nominada a la llista de 2006 de l'American Film Institute com a "Les millors pel·lícules musicals de l'AFI".
Tanmateix, la pel·lícula es va incloure al llibre de 1978, The Fifty Worst Films of All Time (and How They Got That Way), de Harry Medved, Randy Dreyfuss i Michael Medved.